# Emery Clarence Leonard
Emery Clarence Leonard (1892 - 1968) foi um botânico norte-americano.